# Caseificio

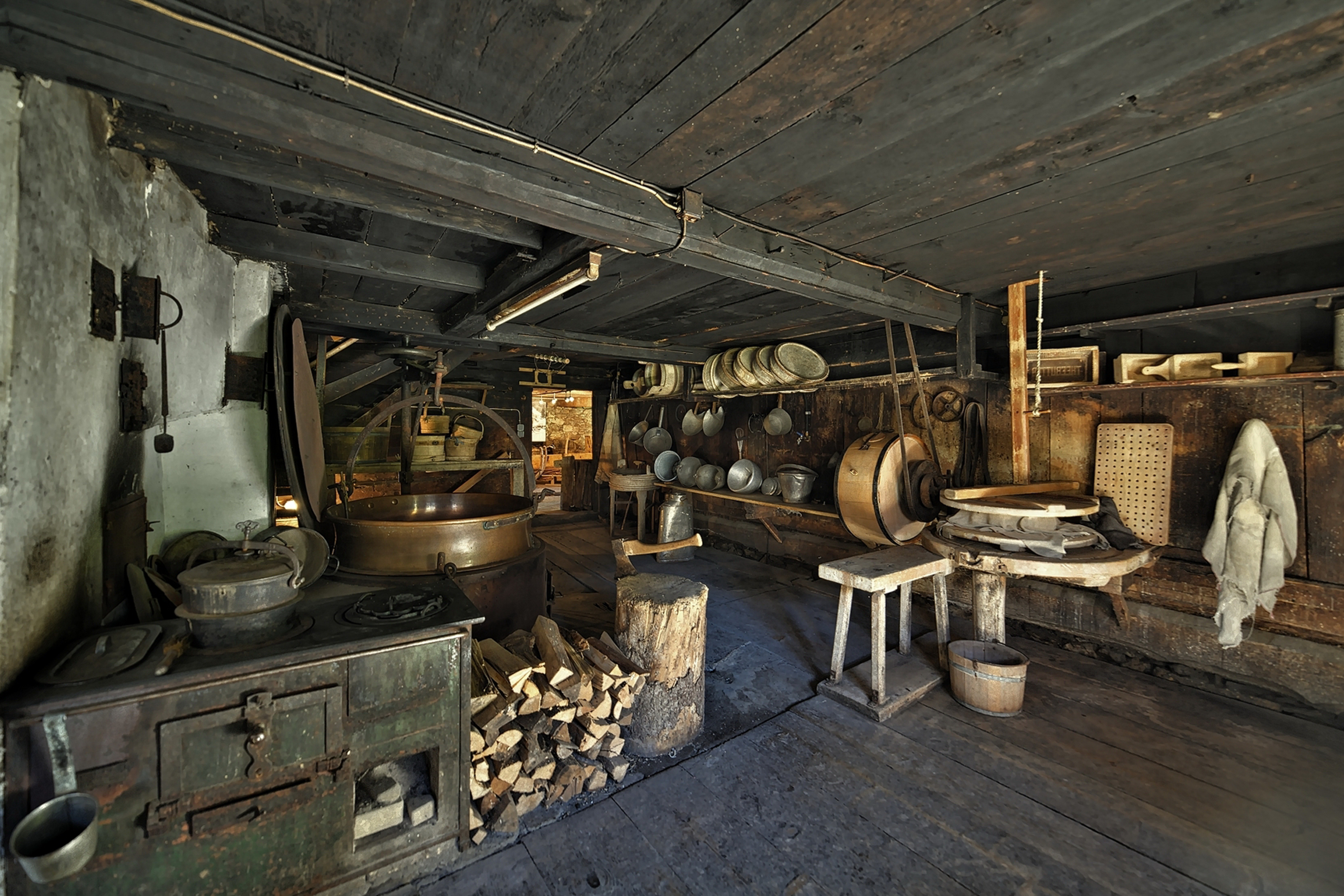
Caseificio in Austria

Il caseificio o latteria è sia l'opificio di attività lattiero-casearie che l'azienda per la produzione del formaggio, del burro o di altri derivati del latte, come la ricotta.

## Storia
Pur essendo questa industria la più antica del mondo (difatti non mancano i riferimenti sulla Bibbia) solamente nel Medioevo inizia lo sviluppo del tipo di attività vera e propria, e a partire dalla rivoluzione industriale con l'introduzione della scrematrice centrifuga nel 1877 e di altri macchinari adibiti alla lavorazione dei sottoprodotti del latte, fioriscono i caseifici industriali.

## Descrizione
In genere comprende tutte le attrezzature per la caseificazione del latte. Fra le operazioni che vi si eseguono, una delle più importanti è la pastorizzazione, oggi affiancata dal trattamento UHT. Il latte animale, conferitovi dagli allevatori e trasportato per la lavorazione su autobotte, è introdotto nella cosiddetta camera del latte, contenente le vasche di decantazione/affioramento ove subisce un pretrattamento di selezione, raffinazione e filtraggio. Se ne separano l'acqua ed i componenti organici (ad esempio il siero) e lo si separa per i differenti trattamenti che avverranno nella cosiddetta camera calda e nel salatoio. Un caseificio in genere dispone inoltre di idonei spazi per la stagionatura. Richiede ingenti quantitativi di acqua potabile e produce notevoli quantitativi di acque reflue, che richiedono idoneo smaltimento.
L'inseminazione artificiale (IA) è comune in tutti gli allevamenti ad alta produzione al fine di migliorare la genetica della prole femmina che verrà allevata. L'IA riduce anche la necessità di tenere tori potenzialmente pericolosi nella fattoria. I vitelli maschi vengono venduti per essere allevati per la carne di manzo o di vitello o macellati per mancanza di redditività. Una mucca partorisce circa una volta all'anno, fino a quando non viene abbattuta a causa della diminuzione della produzione, dell'infertilità o di altri problemi di salute. Quindi la mucca verrà venduta, il più delle volte andando al macello.

## Struttura del settore

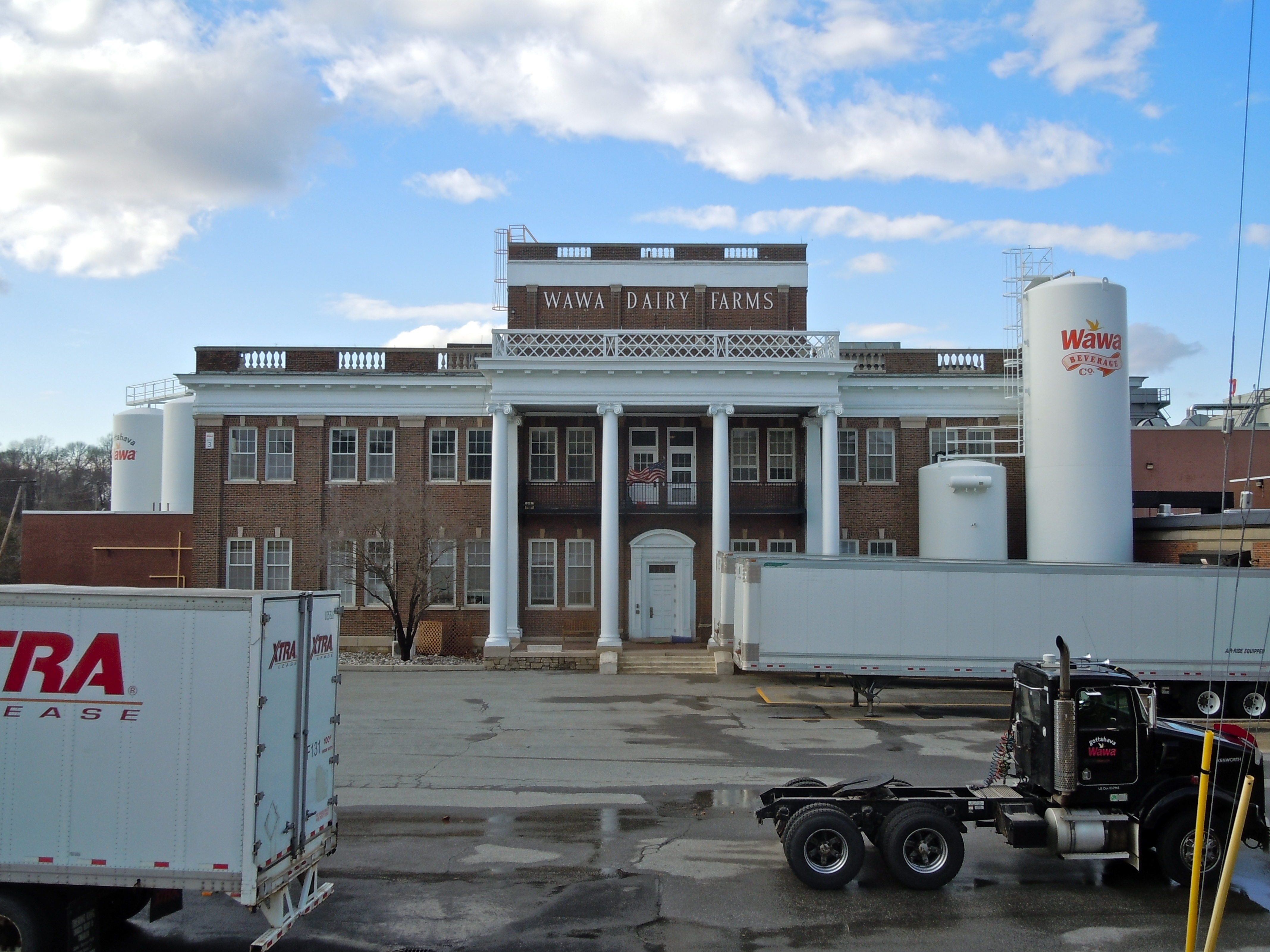
Aziende lattiero-casearie Wawa in Pennsylvania

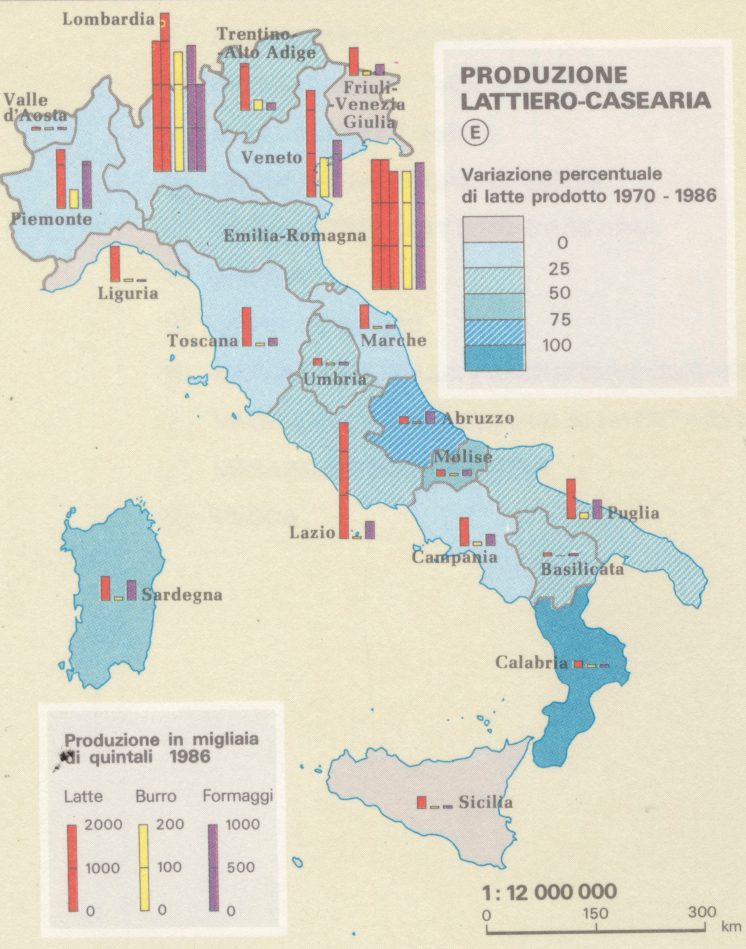
Produzione lattiero-casearia in Italia, 1970-1986.

Mentre la maggior parte dei paesi produce i propri prodotti lattiero-caseari, la struttura dell'industria lattiero-casearia varia in diverse parti del mondo. Nei principali paesi produttori di latte la maggior parte del latte viene distribuito attraverso interi mercati di vendita. In Irlanda e in Australia, ad esempio, le cooperative di agricoltori possiedono la maggior parte del mercato caseario su larga scala, mentre negli Stati Uniti molti agricoltori e responsabili di settore fanno affari attraverso contratti individuali. Negli Stati Uniti, le 196 cooperative di agricoltori del paese hanno venduto l'86% del latte negli Stati Uniti nel 2002, con cinque cooperative che ne rappresentano la metà. Questo dato era in calo rispetto a 2.300 cooperative negli anni '40. Nei paesi in via di sviluppo, la pratica passata degli agricoltori che commercializzavano il latte nei propri quartieri sta cambiando rapidamente. Notevoli sviluppi includono considerevoli investimenti esteri nell'industria lattiero-casearia e un ruolo crescente per le cooperative lattiero-casearie. La produzione di latte sta crescendo rapidamente in tali paesi e rappresenta un'importante fonte di crescita del reddito per molti agricoltori.
Come in molti altri rami dell'industria alimentare, la lavorazione dei prodotti lattiero-caseari nei principali paesi produttori di latte è diventata sempre più concentrata, con impianti meno numerosi ma più grandi ed efficienti gestiti da un minor numero di lavoratori. Questo è in particolare il caso di Stati Uniti, Europa, Australia e Nuova Zelanda. Nel 2009 sono state mosse accuse di violazione dell'antitrust contro i principali attori del settore lattiero-caseario negli Stati Uniti, che i critici chiamano Big Milk. Un altro giro di commissioni per la fissazione dei prezzi è stato regolato nel 2016.
L'intervento del governo nei mercati del latte era comune nel 20º secolo. Un'esenzione antitrust limitata è stata creata per le cooperative lattiero-casearie statunitensi dal Capper–Volstead Act del 1922. Negli anni '30, alcuni stati degli Stati Uniti hanno adottato controlli sui prezzi e gli ordini federali sul marketing del latte sono iniziati ai sensi dell'Agricultural Marketing Agreement Act del 1937 e continuarono negli anni 2000. Il programma federale di sostegno ai prezzi del latte è iniziato nel 1949. Il Northeast Dairy Compact ha regolato i prezzi del latte all'ingrosso nel New England dal 1997 al 2001.
Gli stabilimenti per la produzione di latte liquido e prodotti a breve scadenza, come yogurt, creme e formaggi spalmabili, tendono a trovarsi nelle periferie dei centri urbani vicini ai mercati di consumo. Gli stabilimenti che producono articoli con una durata di conservazione più lunga, come burro, latte in polvere, formaggio e siero di latte in polvere, tendono a essere situati in aree rurali più vicine alla produzione di latte. La maggior parte dei grandi impianti di trasformazione tendono a specializzarsi in una gamma limitata di prodotti. Eccezionalmente, tuttavia, i grandi impianti che producono un'ampia gamma di prodotti sono ancora comuni nell'Europa orientale, un residuo del precedente concetto di mercato centralizzato e orientato all'offerta sotto i governi comunisti.
Man mano che gli impianti di lavorazione crescono sempre meno, tendono ad acquisire apparecchiature più grandi, più automatizzate e più efficienti. Mentre questa tendenza tecnologica mantiene bassi i costi di produzione, la necessità di trasporti a lunga distanza spesso aumenta l'impatto ambientale.
La produzione di latte è irregolare, a seconda della biologia della mucca. I produttori devono adeguare il mix di latte venduto in forma liquida rispetto agli alimenti trasformati (come burro e formaggio) a seconda dell'evoluzione della domanda e dell'offerta.

### Contratti di fornitura di latte
Nell'Unione Europea, i contratti di fornitura di latte sono disciplinati dall'articolo 148 del Regolamento 1308/2013 - Istituzione di un'organizzazione comune dei mercati dei prodotti agricoli e che abroga i regolamenti (CEE) n. 922/72, (CEE) n. 234/79 del Consiglio, (CE) n. 1037/2001 e (CE) n. 1234/2007, che consentono agli Stati membri di imporre l'obbligo per la fornitura di latte da un allevatore a un acquirente di stipulare un contratto scritto, o di garantire a chi compra di fare un'offerta scritta all'agricoltore, anche se in questo caso l'agricoltore stesso potrebbe non essere tenuto a stipulare un contratto.
Tredici stati membri dell'UE, tra cui Francia e Spagna, hanno introdotto leggi sui contratti di latte scritti (MWC) obbligatori tra agricoltori e acquirenti. Il governo scozzese ha pubblicato un'analisi della filiera lattiero-casearia e dell'applicazione dei contratti scritti obbligatori in tutta l'Unione europea nel 2019, per valutare l'impatto dei contratti stessi e il modo in cui vengono stipulati. Nel Regno Unito, nel 2012 l'industria ha approvato un codice volontario di buone pratiche sui rapporti contrattuali nel settore lattiero-caseario: esso stabilisce norme minime di buona pratica per i contratti tra produttori e acquirenti. Nel 2020 il governo del Regno Unito ha intrapreso un esercizio di consultazione per determinare quali misure contrattuali migliorerebbero la resilienza dell'industria lattiero-casearia per il futuro.
Il governo australiano ha anche introdotto un codice di condotta caseario obbligatorio nel 2020.

## Mungitura

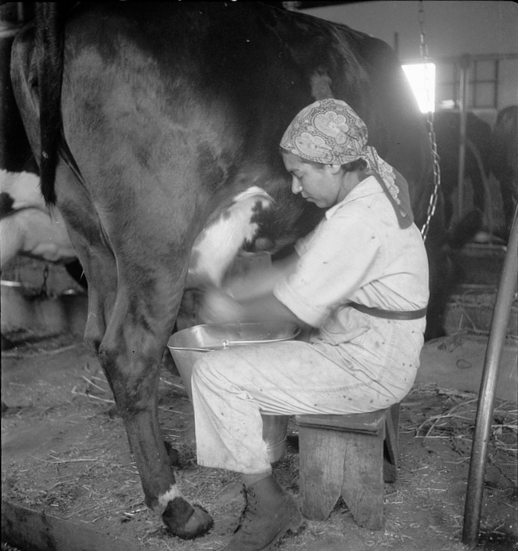
Una mucca viene munta nella Palestina britannica, 1936

In origine la mungitura e la lavorazione avvenivano nel caseificio stesso. Successivamente, la panna veniva separata dal latte con una macchina nella fattoria e trasportata in una fabbrica per essere trasformata in burro. Il latte scremato veniva somministrato ai maiali. Ciò ha causato l'alto costo del trasporto e la scarsa qualità delle strade incideva negativamente sul processo di vendita. Solo le fattorie vicine alle fabbriche potevano permettersi di portare loro stesse il latte intero, essenziale per la produzione di formaggio in quantità industriali.
Originariamente il latte veniva distribuito in secchi dotati di coperchio e manico (i cosiddetti pails). Questi si sono rivelati poco pratici per il trasporto su strada o ferrovia, e così è stato introdotto il bidone del latte, basato sulla forma conica alta del bidone del burro. Successivamente furono introdotti grandi container ferroviari, come il British Railway Milk Tank Wagon, che consentivano il trasporto di maggiori quantità di latte e su distanze maggiori.
Lo sviluppo della refrigerazione e un migliore trasporto su strada, alla fine degli anni '50, ha fatto sì che la maggior parte degli allevatori mungesse le proprie mucche e conservi solo temporaneamente il latte in grandi cisterne refrigerate, da dove viene successivamente trasportato su camion agli impianti di lavorazione centrali.
In molti paesi europei, in particolare nel Regno Unito, il latte viene poi consegnato direttamente a casa dei clienti da un Milk float. In epoca moderna, i Milk float sono generalmente veicoli elettrici a batteria (BEV), ma in precedenza erano trainati da cavalli.
Negli Stati Uniti, una mucca da latte produceva circa 5.300 libbre (2.400 kg) di latte all'anno nel 1950, mentre la mucca Holstein media nel 2019 produce più di 23.000 libbre (10.000 kg) di latte all'anno.

### Mungitrici meccaniche
Le mungitrici meccaniche vengono utilizzate per raccogliere il latte dalle mucche quando la mungitura manuale diventa inefficiente o laboriosa. Uno dei primi modelli fu brevettato nel 1907.

## Principali prodotti dei caseifici
| Prodotto  | Descrizione | Immagine    |
| --------- | --- | ----------- |
| Latte     | Un liquido secreto dalla ghiandola mammaria delle femmine dei mammiferi, che costituisce l'alimento indispensabile dei neonati di questa classe zoologica, caratterizzata anche da questa fondamentale particolarità.                                                                                    | Latte       |
| Formaggio | Ottenuto dalla coagulazione acida o presamica del latte intero, parzialmente o totalmente scremato per coagulazione delle caseine, facendo anche uso di fermenti e sale da cucina. | Formaggio   |
| Yogurt    | Un alimento di consistenza cremosa e di sapore acidulo derivato dal latte che, grazie all'inoculazione di fermenti lattici specifici ed alla loro proliferazione, subisce un processo di fermentazione durante il quale un glucide, tipicamente il lattosio ma non solo, è trasformato in acido lattico. | Yogurt      |
| Burro     | La parte grassa del latte, separata dal latticello tramite un processo di inversione di fase, derivante dalla panna. | Burro       |
| Panna     | La panna, o crema di latte, è un latticino costituito dalla parte grassa del latte, ottenuta per affioramento spontaneo in seguito a decantazione lenta oppure tramite centrifugazione. | Panna Cotta |
| Ricotta   | Un alimento caseario ottenuto dal latte di vari animali, precisamente è un latticino. | Ricotta     |

## Smaltimento e gestione delle acque reflue
Nei paesi in cui le mucche pascolano all'esterno tutto l'anno, lo smaltimento dei rifiuti da affrontare per gli allevatori non è molto. I rifiuti più concentrati si trovano nel capannone di mungitura, dove gli escrementi animali possono essere liquefatti (durante il processo di lavaggio) o lasciati in forma più solida, sia per essere restituiti per essere utilizzati nei terreni agricoli come fertilizzante organico.
Negli stabilimenti di lavorazione del latte associati, la maggior parte dei rifiuti è costituita da acque di lavaggio che vengono trattate, di solito mediante compostaggio, e sparse nei campi agricoli in forma liquida o solida. Questo è molto diverso da mezzo secolo fa, quando i prodotti principali erano burro, formaggio e caseina e il resto del latte doveva essere smaltito come rifiuto (a volte come mangime per animali).
Nelle industrie lattiero-casearie, due sono i principali tipi di acque reflue prodotte; acque reflue lattiero-casearie e siero di latte. Le acque reflue dei prodotti lattiero-caseari sono costituite da perdite di materiale dai prodotti caseari, effluenti dal lavaggio di serbatoi e attrezzature e acque reflue sanitarie da servizi igienici e lavandini. Le concentrazioni tipiche di BOD e azoto Kjeldahl totale per le acque reflue casearie variano rispettivamente da 1200 a 5000 mg/L e da 30 a 200 mg/L. Il siero di latte è il liquido rimasto dopo la formazione della cagliata. Contiene importanti quantità di carboidrati, proteine, acido lattico, grassi e sali e il suo valore BOD può superare i 40.000 mg/L. La gestione delle acque reflue casearie comprende solitamente l'equalizzazione, la neutralizzazione e la separazione fisica seguite da un trattamento biologico, mentre il siero di latte viene trattato in digestori anaerobici o passa attraverso membrane per il recupero delle proteine.
Nelle zone ad alta intensità di latte sono state proposte diverse modalità per lo smaltimento di grandi quantità di latte. I grandi tassi di applicazione del latte sul terreno, o lo smaltimento in una buca, sono problematici poiché i residui del latte in decomposizione bloccheranno i pori del suolo e quindi ridurranno il tasso di infiltrazione dell'acqua attraverso il profilo del suolo. Poiché il recupero di questo effetto può richiedere tempo, qualsiasi applicazione terrestre deve essere ben gestita e considerata. Altri metodi di smaltimento del latte di scarto comunemente impiegati includono la solidificazione e lo smaltimento in una discarica di rifiuti solidi, lo smaltimento in un impianto di trattamento delle acque reflue o lo scarico in una fognatura sanitaria.

## Malattie associate
I prodotti lattiero-caseari fabbricati in condizioni non igieniche o non idonee hanno una maggiore possibilità di contenere batteri. Le corrette pratiche igienico-sanitarie aiutano a ridurre il tasso di contaminazione batterica e la pastorizzazione riduce notevolmente la quantità di latte contaminato che raggiunge il consumatore. Molti paesi hanno richiesto la supervisione e le normative del governo sulla produzione lattiero-casearia, compresi i requisiti per la pastorizzazione.
- La leptospirosi è un'infezione che può essere trasmessa alle persone che lavorano nella produzione di latte attraverso l'esposizione alle urine o all'acqua o al suolo contaminati[33][34].
- Il vaiolo bovino è un virus che in epoca moderna si trova raramente nelle mucche o negli esseri umani[35]. Si tratta di una malattia storicamente importante, in quanto ha portato alla prima vaccinazione contro il vaiolo ormai eradicato[36][37][38].
- La tubercolosi può essere trasmessa dai bovini principalmente attraverso prodotti lattiero-caseari non pastorizzati. La malattia è stata eradicata da molti paesi testando la malattia e abbattendo animali sospetti[39].
- La brucellosi è una malattia batterica trasmessa all'uomo dai latticini e dal contatto diretto con gli animali. La brucellosi è stata sradicata da alcuni paesi testando la malattia e abbattendo animali sospetti[40][41].
- La listeriosi è una malattia batterica associata al latte non pastorizzato e può colpire alcuni formaggi preparati in modo tradizionale. L'attenta osservanza dei metodi tradizionali di caseificazione consente una ragionevole tutela del consumatore[42][43].
- La malattia di Crohn è stata collegata all'infezione del batterio M. paratuberculosis[44][45][46], che è stato trovato nel latte pastorizzato al dettaglio nel Regno Unito e negli Stati Uniti[47]. M. paratuberculosis provoca un disturbo simile, la malattia di Johne, nel bestiame.

## Diritti degli animali
Una parte della popolazione, inclusi i vegani e molti giainisti, si oppone alla produzione lattiero-casearia in quanto immorale, crudele con gli animali e dannosa per l'ambiente. Essi non consumano latticini e affermano che il bestiame soffre nelle condizioni impiegate dall'industria lattiero-casearia.
Gli studiosi dei diritti degli animali considerano i prodotti lattiero-caseari come parte del complesso animale-industriale. Secondo Kathleen Stachowski, il complesso animale-industriale "naturalizza l'essere umano come consumatore di altri animali", la cui enormità include "la sua lunga portata nelle nostre vite e quanto bene ha svolto il suo lavoro normalizzando la brutalità verso gli animali la cui stessa esistenza è dimenticato." Afferma che l'industria casearia aziendale, il governo e le scuole formano la complessa troika animale-industriale di immensa influenza, che nasconde alla vista del pubblico le violazioni dei diritti degli animali e le crudeltà che si verificano all'interno dell'industria lattiero-casearia. Stachowski afferma anche che la troika "dirotta" gli scolari promuovendo il latte nel curriculum di educazione alimentare K-12 e facendo loro "mangiare i prodotti della produzione animale industriale".

### Ormone bovino della crescita
Nel 1937 si scoprì che la somatotropina bovina (BST o ormone della crescita bovino) aumenterebbe la produzione di latte. Diverse aziende farmaceutiche hanno sviluppato prodotti commerciali rBST e sono stati approvati per l'uso negli Stati Uniti, Messico, Brasile, India, Russia e almeno altri dieci stati. L'Organizzazione Mondiale della Sanità e altri hanno affermato che i prodotti lattiero-caseari e la carne di mucche trattate con BST sono sicuri per il consumo umano. Tuttavia, sulla base degli effetti negativi sul benessere degli animali, rBST non è stato consentito in Canada, Australia, Nuova Zelanda, Giappone, Israele e Unione Europea dal 2000 e negli Stati Uniti ha perso popolarità a causa delle richieste dei consumatori di consumare carne rBST-free, con solo il 17% circa di tutte le mucche in America che in epoca moderna ricevono rBST.

## Galleria d'immagini

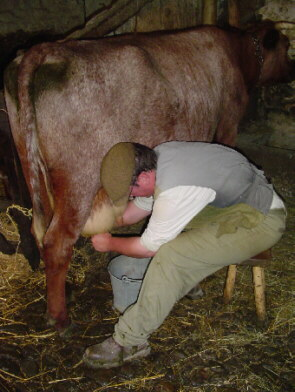
Contadino che munge a mano una mucca.
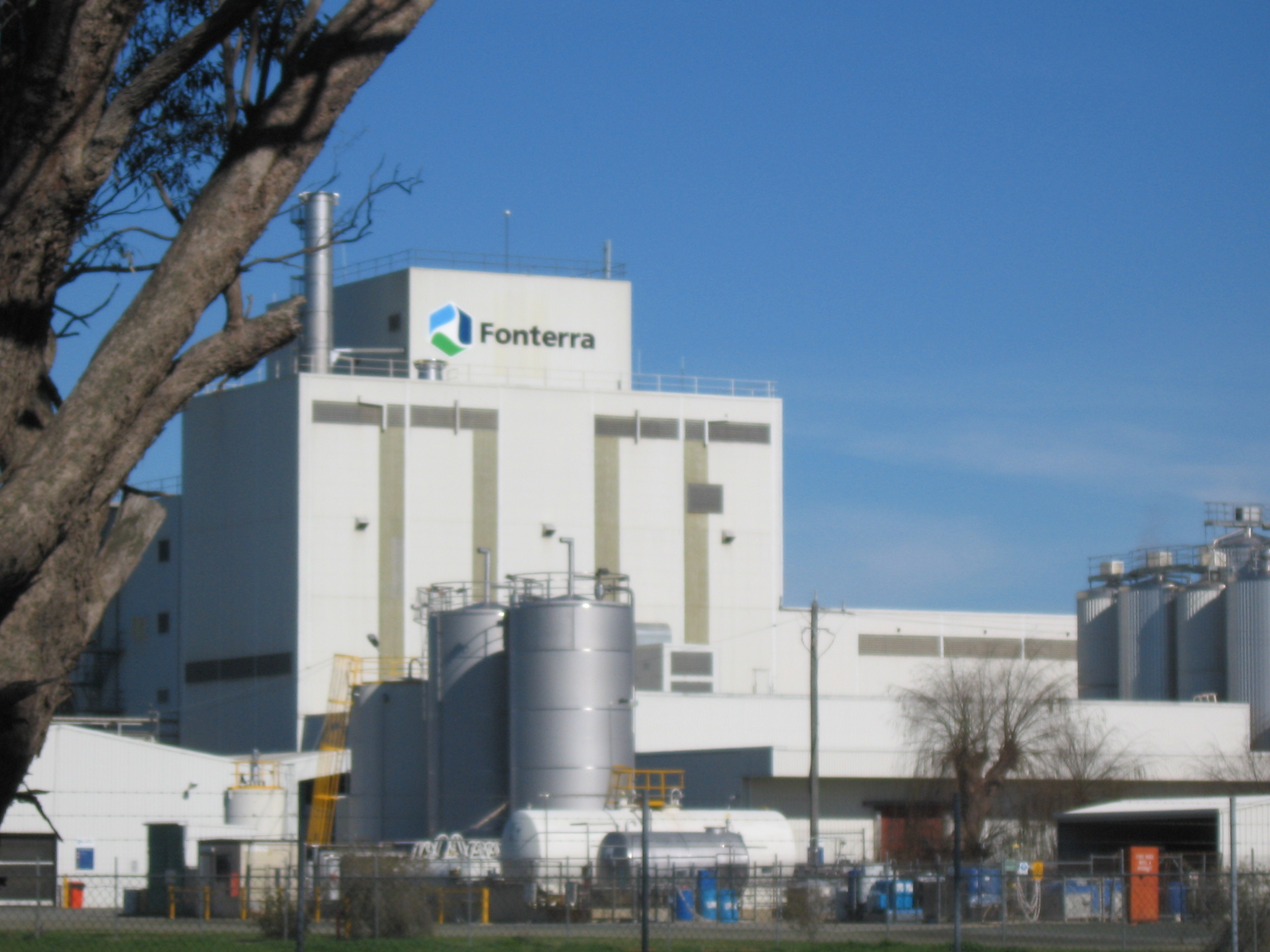
Un caseificio cooperativo di Fonterra in Australia.
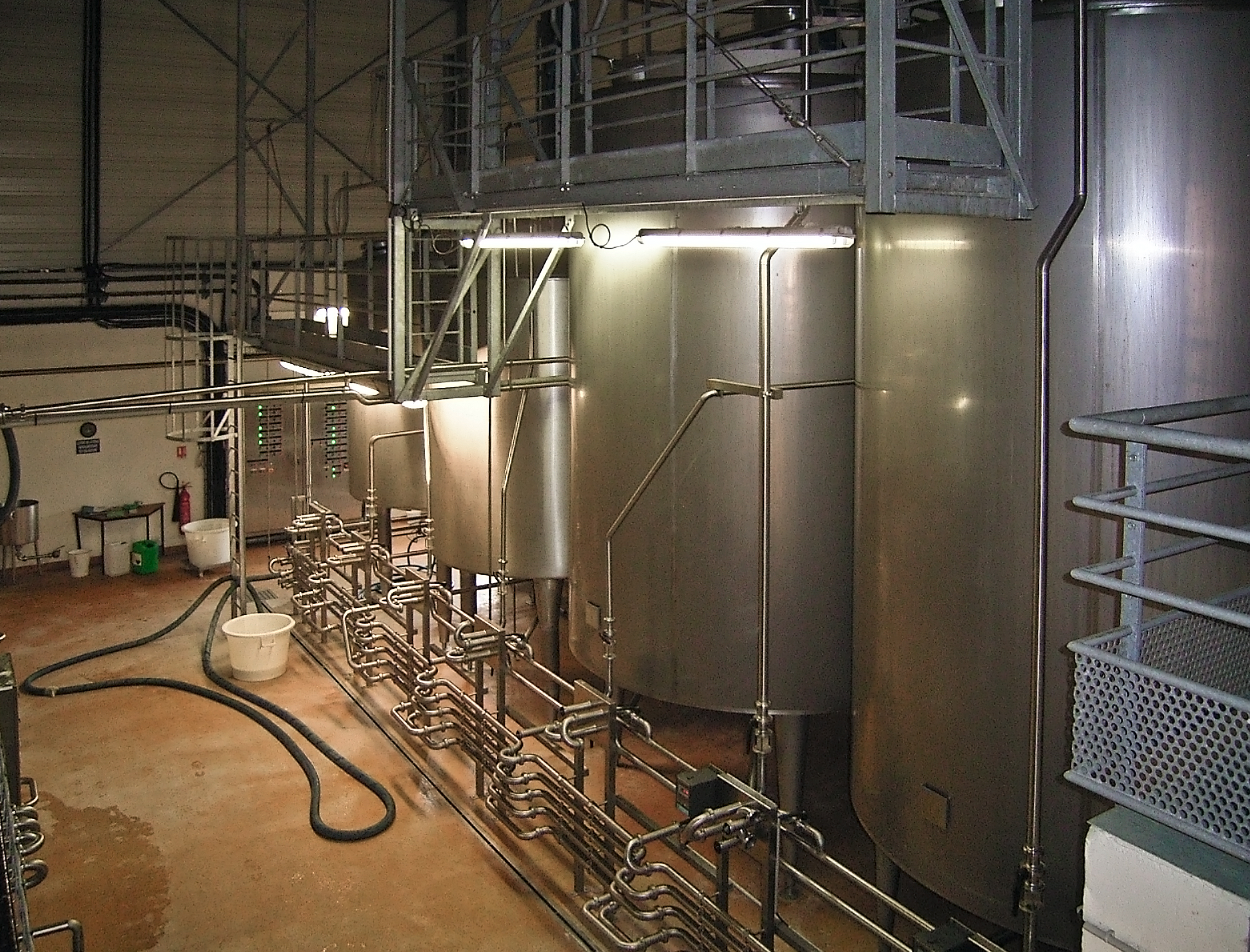
Interno di un caseificio a Seine-et-Marne, Francia.
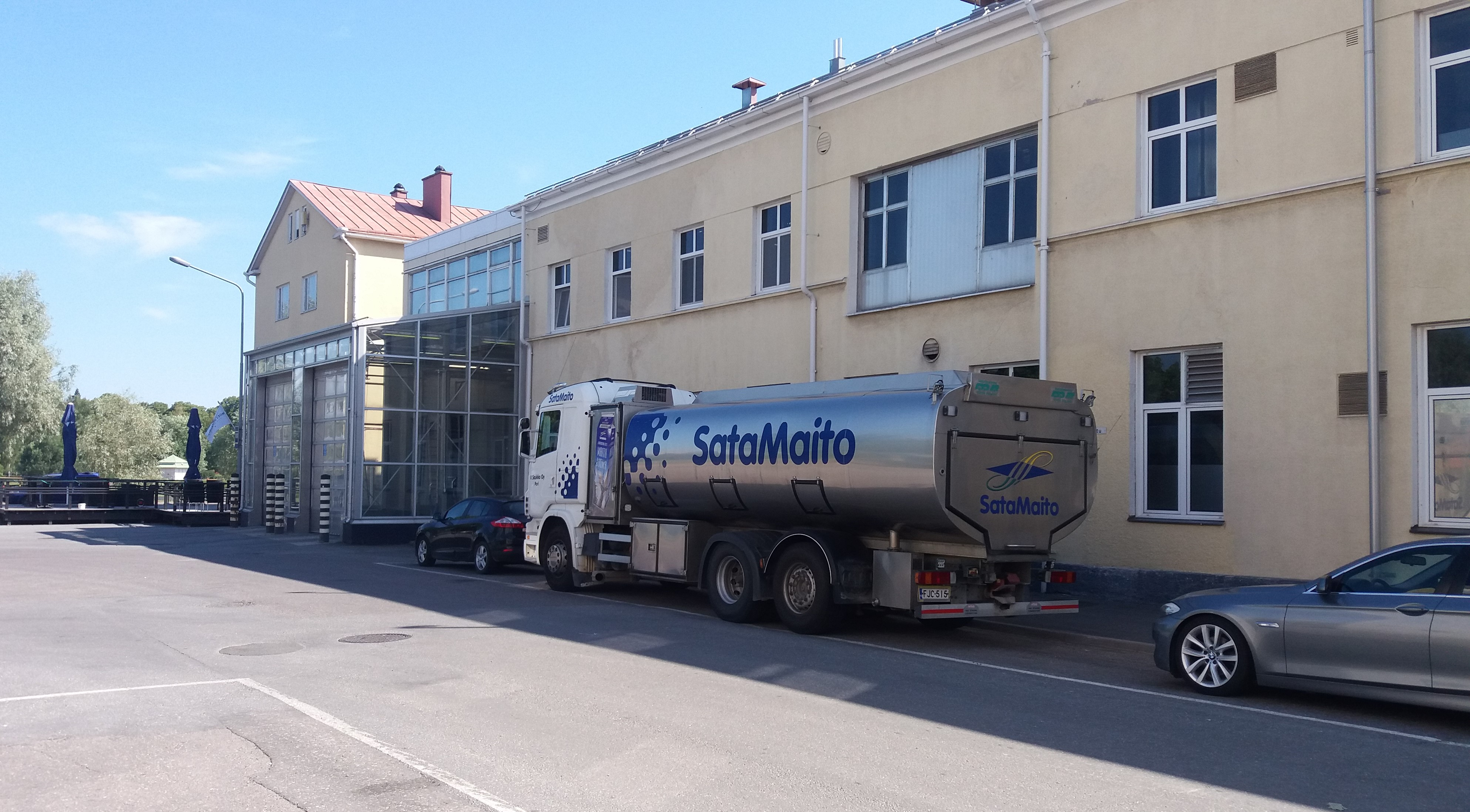
Autocisterna di latte parcheggiata.
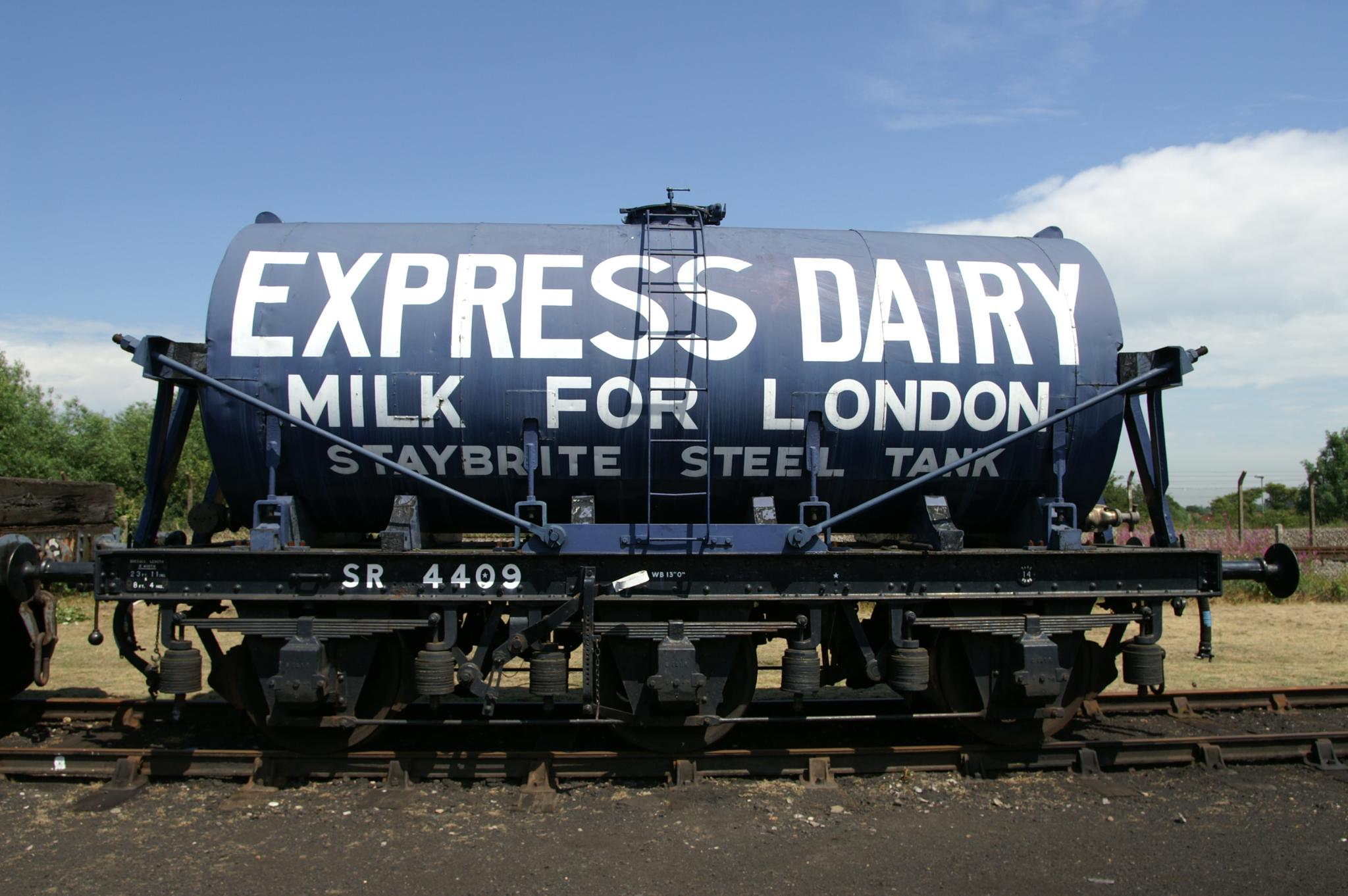
Carro cisterna per latte a tre assi conservato presso il centro ferroviario di Didcot, basato su un telaio SR.
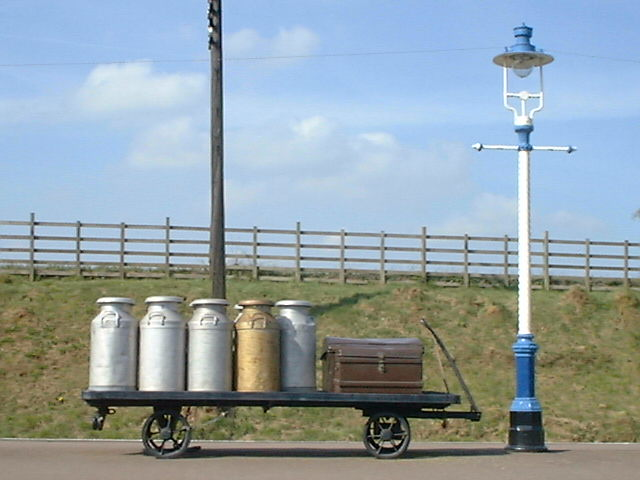
Bidoni per il latte su una piattaforma ferroviaria.
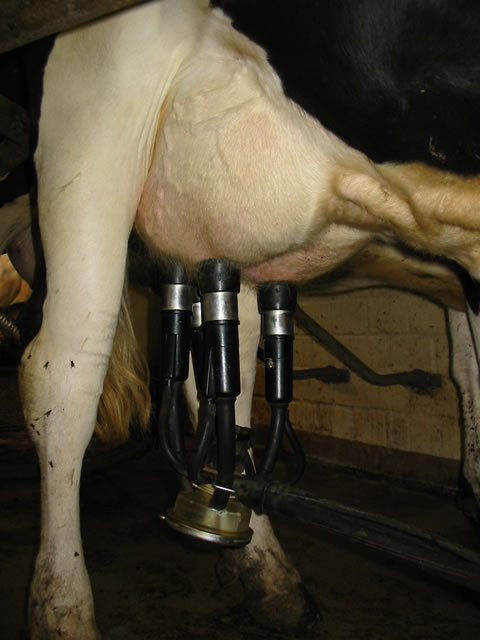
La mungitrice estrae il latte da tutti i capezzoli.
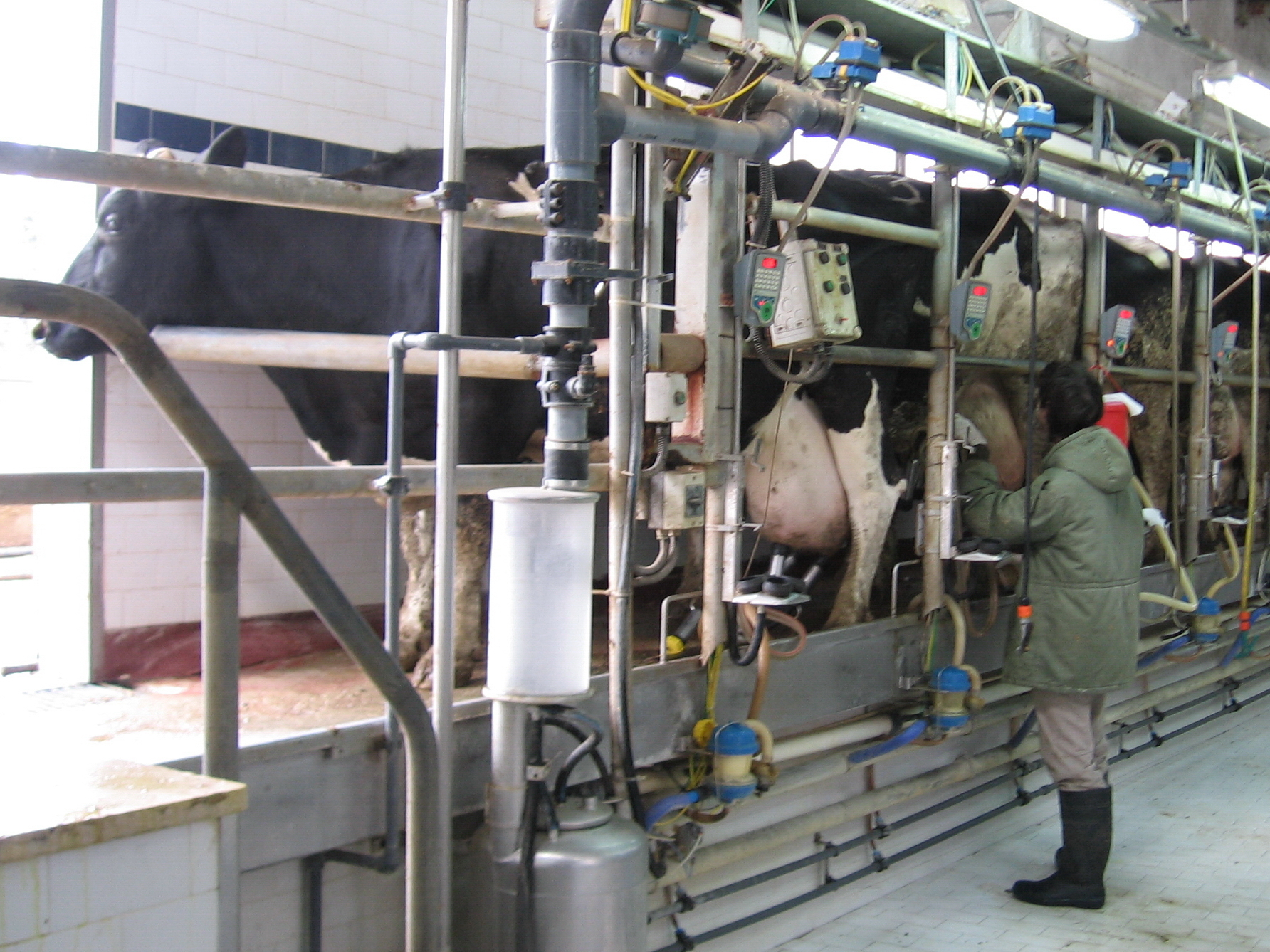
Sala di mungitura presso la Pardes Hanna Agricultural High School, Israele.
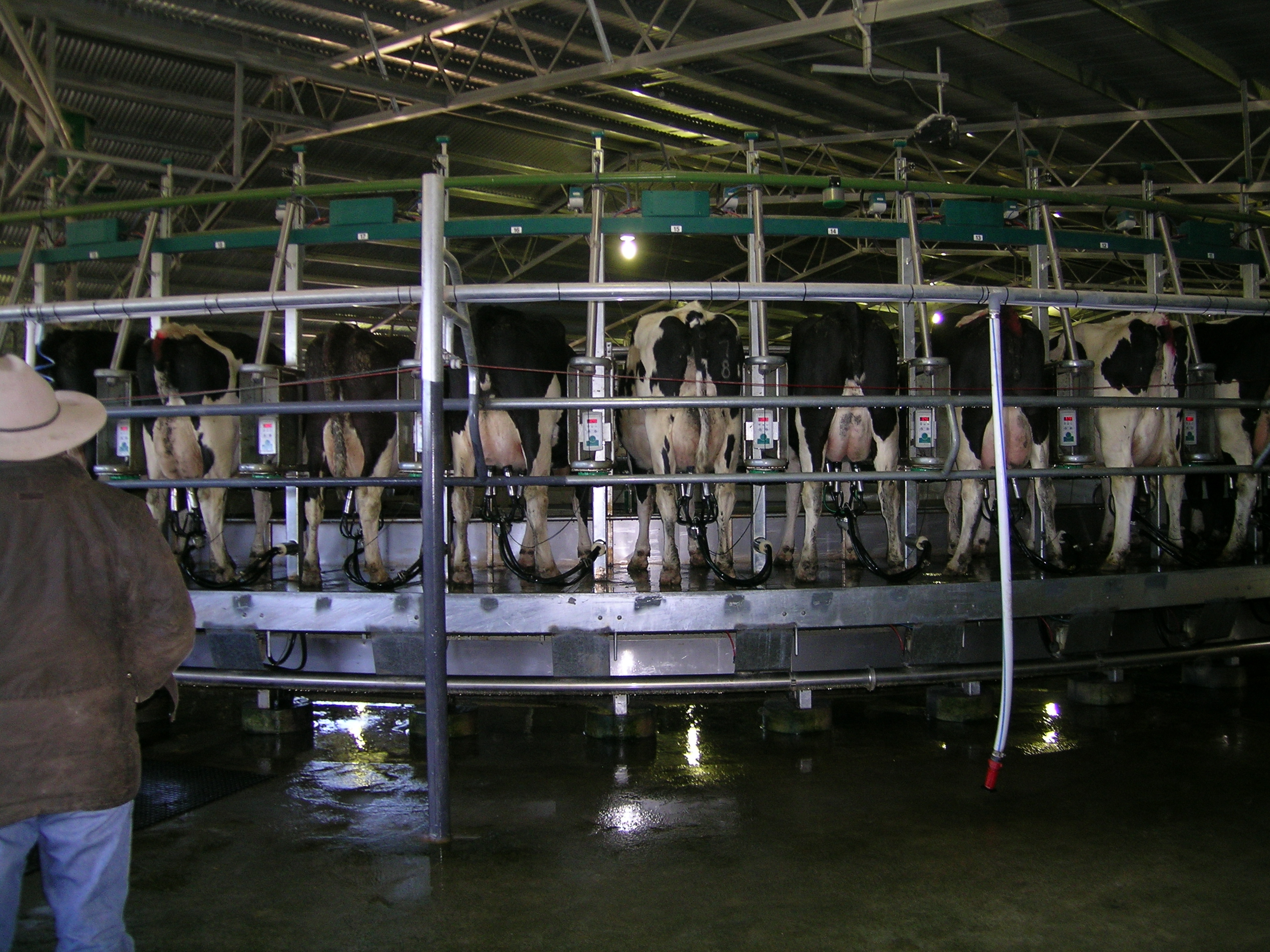
Caseificio rotativo da 80 posti completamente informatizzato che registra la produzione di latte.
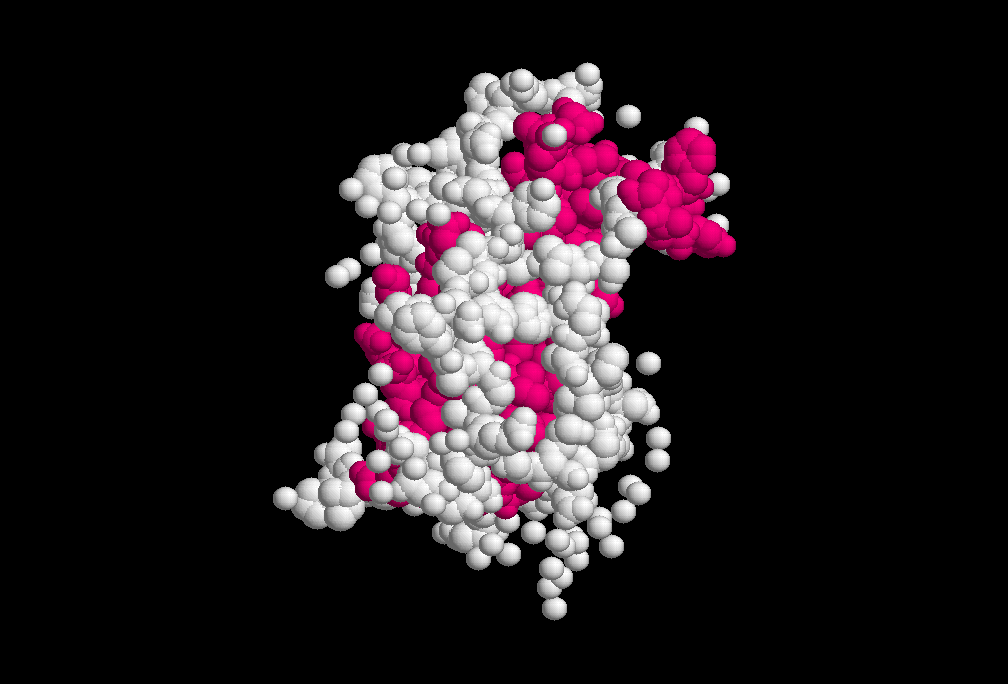
Immagine della somatotropina peptidica.
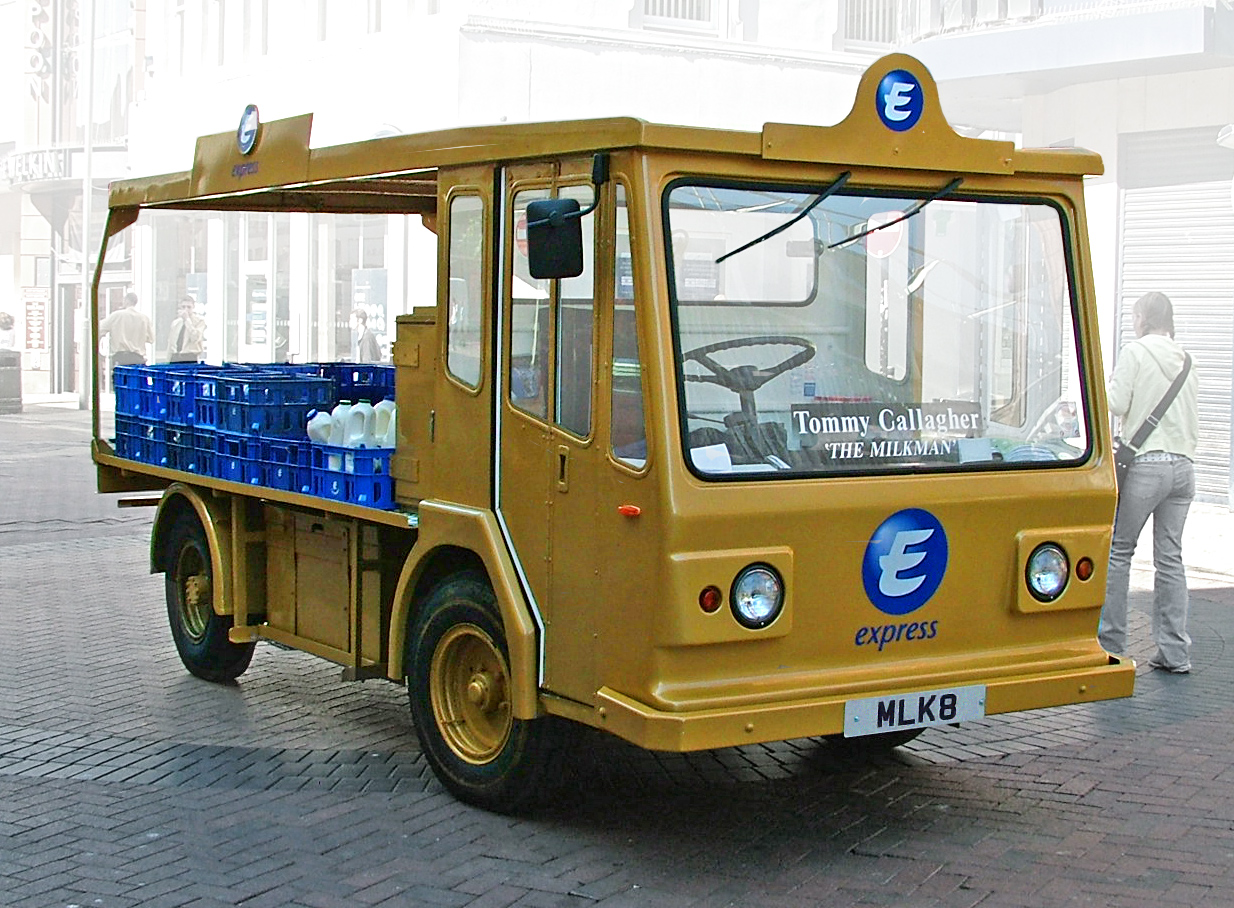
Un Milk float nel centro di Liverpool, giugno 2005.
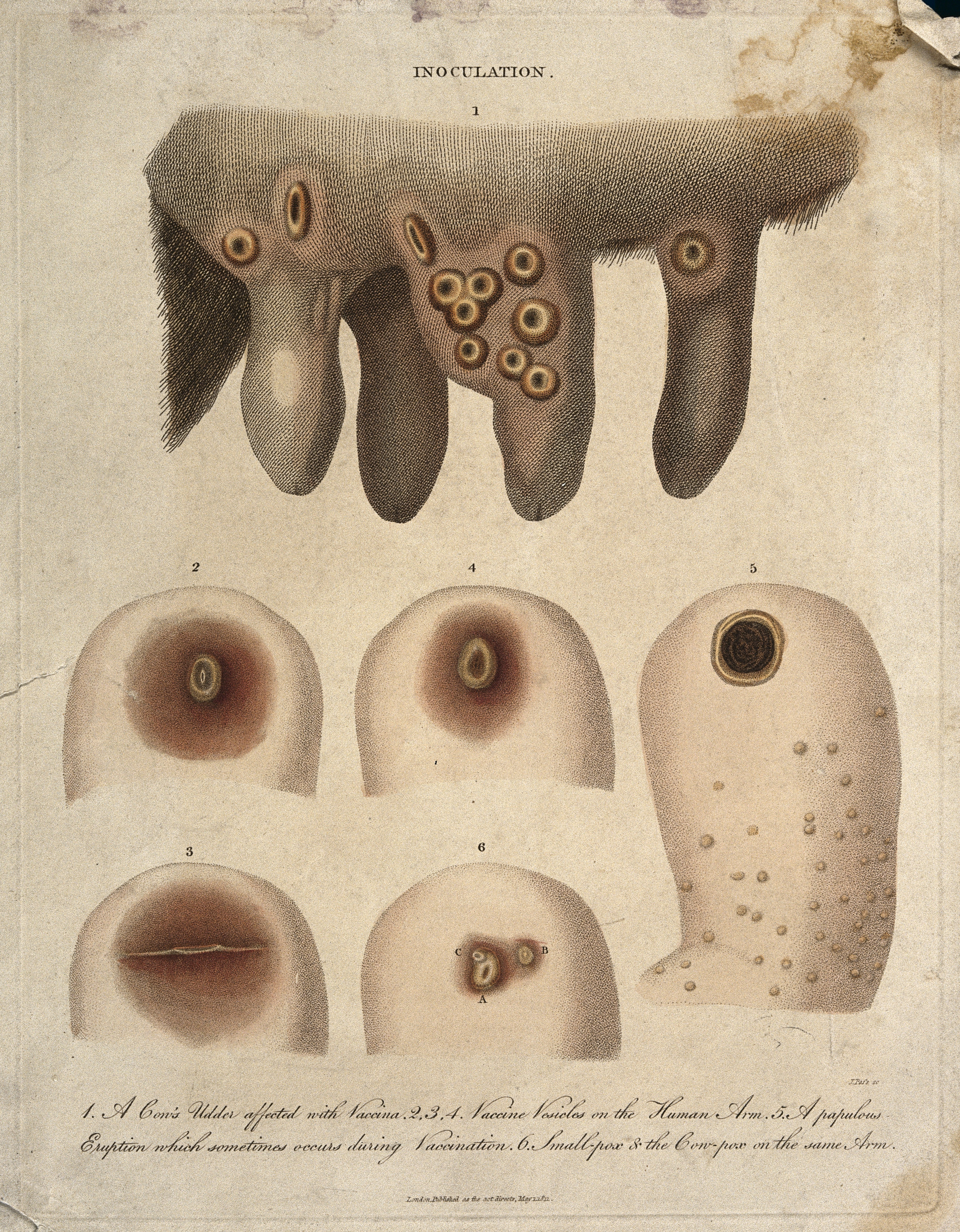
Mammella di una mucca con pustole di vaccinia e braccia umane che esibiscono pustole sia di vaiolo (eradicato) che di vaiolo bovino (in epoca moderna raro).